# Anne-Valérie Bonnel
Anne-Valérie Bonnel, née le 10 juin 1965 à Malakoff dans le département des Hauts-de-Seine (Ile de France) est une copilote de rallye.
Elle est Championne de France 2016 et 2017 de rallyes Énergies Nouvelles Régularité Sportive (ENRS - FFSA), Championne du monde 2018 et Vice Championne du monde 2019 de rallyes Énergies Nouvelles (Electric and New Energy Championship E-Rally - FIA).

## Biographie
Très jeune, elle se passionne pour le sport automobile, mais ce n’est qu’en 2010 qu’elle peut prendre le départ d'un rallye, le Rallye des Princesses (rallye de régularité inscrit au calendrier de la FFVE) aux côtés de la pilote Marie Chappe. L’équipage, engagé sur une CG Coupé 1300, termine à la 13e place.
De 2011 à 2014, elle participe chaque année au Rallye des Princesses en changeant de pilote, mais toujours sur la même voiture. Elle termine trois fois troisième. En 2014, elle participe également au Rallye Monte Carlo Historique sur une Porsche 911, pilotée par Catherine Vesselovsky.
En 2015, elle rejoint l’équipe Red Cow Racing, et devient la copilote attitrée de Didier Malga. Cette année là, le duo réalise la 5e meilleure performance du Rallye Monte-Carlo Energies Nouvelles sur une Peugeot 208 bio-éthanol (44e au classement après pénalités) et gagne sur CG Coupé 1300 la doublure en régularité sportive du Tour de Corse WRC.
En 2016, Anne-Valérie Bonnel devient Championne de France des copilotes du nouveau championnat ENRS, rallyes Énergies Nouvelles, lancé par la FFSA. La saison est disputée sur une Toyota Auris hybride. L’équipage Malga-Bonnel termine également 3e du eRallye Monte-Carlo comptant pour le Championnat du monde Energies Nouvelles .
En 2017, elle obtient un second titre de Championne de France ENRS. Cette même année, elle remporte le eRallye de Monte-Carlo sur une Tesla model S pilotée par Didier Malga. Cette victoire, conquise durant la nuit du Turini, permet à l’équipage de viser le championnat du monde l’année suivante.
En 2018, l'équipe Malga-Bonnel s'engage en Championnat du monde des rallyes Energies Nouvelles, sur Tesla model S ou Renault Zoé 40 (selon les épreuves). Anne-Valérie Bonnel remporte le titre de Championne du monde des rallyes Energies Nouvelles (FIA Electric and New Energy Championship E-Rally) et devient ainsi la seconde copilote française remportant un titre de championne du monde, après Michèle Espinosi-Petit (« Biche »), titrée en 1973,.
En 2019, elle s'engage, toujours aux côtés de Didier Malga, en Championnat du monde Energies Nouvelles sur une Tesla Model 3. Elle termine Vice-Championne de la catégorie Energies Nouvelles et 4e du classement sportif. 
En 2020, en raison de la crise sanitaire du Covid-19, seules trois épreuves du Championnat du monde Energies Nouvelles sont disputées. Anne-Valérie Bonnel ne peut participer qu'à deux d'entre elles, l'épreuve espagnole étant inaccessible aux équipes françaises en raison du second confinement.
Anne-Valérie Bonnel exerce la profession de chirurgien-dentiste en région Centre-Val de Loire.

## Résultats en rallyes Véhicules Historiques de Compétition
| Rallye                                     | Pilote                | Voiture       | Position |
| ------------------------------------------ | --------------------- | ------------- | -------- |
| Rallye des Princesses 2010                 | Marie Chappe          | CG Coupé 1300 | 13e      |
| Rallye des Princesses 2011                 | Marie-Cécile Chaudre  | CG Coupé 1300 | 3e       |
| Rallye des Princesses 2012                 | Virginie Garcia       | CG Coupé 1300 | 3e       |
| Rallye des Princesses 2013                 | Marylène Rigal        | CG Coupé 1300 | Abandon  |
| Rallye des Princesses 2014                 | Marylène Rigal        | CG Coupé 1300 | 3e       |
| Rallye Monte-Carlo historique 2014         | Catherine Vesselovsky | Porsche 911   | 142e     |
| Régularité doublure Tour de Corse WRC 2015 | Didier Malga          | CG Coupé 1300 | 1er      |

## Résultats en rallyes Énergies Nouvelles
| 2015                    | 2015         | 2015                    | 2015                              |
| Rallye                  | Pilote       | Voiture                 | Position                          |
| ----------------------- | ------------ | ----------------------- | --------------------------------- |
| e Rallye de Monte-Carlo | Didier Malga | Peugeot 208 bio éthanol | 5eme perf / 44eme après pénalités |

| 2016 Trophée de France Énergies Nouvelles Régularité Sportive FFSA | 2016 Trophée de France Énergies Nouvelles Régularité Sportive FFSA | 2016 Trophée de France Énergies Nouvelles Régularité Sportive FFSA | 2016 Trophée de France Énergies Nouvelles Régularité Sportive FFSA |
| Rallye                                                             | Pilote                                                             | Voiture                                                            | Position                                                           |
| ------------------------------------------------------------------ | ------------------------------------------------------------------ | ------------------------------------------------------------------ | ------------------------------------------------------------------ |
| Rallye Aquitaine Classic                                           | Didier Malga                                                       | Toyota Auris hybride                                               | Abandon                                                            |
| Rallye du Gard                                                     | Didier Malga                                                       | Toyota Auris hybride                                               | 1er                                                                |
| Charente Maritime Classic                                          | Didier Malga                                                       | Toyota Auris hybride                                               | 4e                                                                 |
| Rallye Mare et Machia                                              | Didier Malga                                                       | Toyota Auris hybride                                               | Épreuve interrompue                                                |
| Rallye du Médoc                                                    | Didier Malga                                                       | Toyota Auris hybride                                               | 1er                                                                |
| Classement général                                                 | Championne de France                                               | Championne de France                                               | 1er                                                                |

| 2017 Trophée de France Énergies Nouvelles Régularité Sportive FFSA | 2017 Trophée de France Énergies Nouvelles Régularité Sportive FFSA | 2017 Trophée de France Énergies Nouvelles Régularité Sportive FFSA | 2017 Trophée de France Énergies Nouvelles Régularité Sportive FFSA |
| Rallye                                                             | Pilote                                                             | Voiture                                                            | Position                                                           |
| ------------------------------------------------------------------ | ------------------------------------------------------------------ | ------------------------------------------------------------------ | ------------------------------------------------------------------ |
| Rallye Vallée du Cher                                              | Didier Malga                                                       | Toyota Auris hybride                                               | 1er                                                                |
| Rallye du Limousin                                                 | Didier Malga                                                       | Toyota Auris hybride                                               | 1er                                                                |
| Rallye Morzine Mont-Blanc                                          | Didier Malga                                                       | Toyota Auris hybride                                               | 2e                                                                 |
| Rallye Mare et Machia                                              | Didier Malga                                                       | Toyota Auris hybride                                               | 4e                                                                 |
| Rallye du Var                                                      | Didier Malga                                                       | Toyota Auris hybride                                               | 2e                                                                 |
| Classement général                                                 | Championne de France                                               | Championne de France                                               | 1er                                                                |

2017  Championnat du Monde Electric and New Energy Championship FIA
| Rallye              | Voiture       | Copilote            | Position |
| ------------------- | ------------- | ------------------- | -------- |
| eRallye Monte Carlo | Tesla Model S | Anne-Valérie Bonnel | 1er      |

| 2018 Championnat du Monde Electric and New Energy Championship FIA | 2018 Championnat du Monde Electric and New Energy Championship FIA | 2018 Championnat du Monde Electric and New Energy Championship FIA | 2018 Championnat du Monde Electric and New Energy Championship FIA |
| Rallye                                                             | Pilote                                                             | Voiture                                                            | Position                                                           |
| ------------------------------------------------------------------ | ------------------------------------------------------------------ | ------------------------------------------------------------------ | ------------------------------------------------------------------ |
| EcoRally San Remo                                                  | Didier Malga                                                       | Tesla Model S                                                      | 2e                                                                 |
| New Energy Rally Cesky Krumlov                                     | Didier Malga                                                       | Tesla Model S                                                      | 6e                                                                 |
| Portugal EcoRally                                                  | Didier Malga                                                       | Tesla Model S                                                      | 14e                                                                |
| Eco Rally Bohemia                                                  | Didier Malga                                                       | Renault Zoe                                                        | 1er                                                                |
| Ecorally Bulgarie                                                  | Didier Malga                                                       | Renault Zoe                                                        | 1er                                                                |
| Rally Poland New Energy                                            | Didier Malga                                                       | Renault Zoe                                                        | 2e                                                                 |
| e Rally Iceland                                                    | Didier Malga                                                       | Renault Zoe                                                        | 1er                                                                |
| e Rallye Monte-Carlo                                               | Didier Malga                                                       | Tesla Model S                                                      | 2e                                                                 |
| EcoRallye Comunitat de Valenciana                                  | Didier Malga                                                       | Renault Zoe                                                        | 4e                                                                 |
| Classement général                                                 | Championne du Monde                                                | Championne du Monde                                                | 1er                                                                |

| 2019 Championnat du Monde Electric and New Energy Championship FIA | 2019 Championnat du Monde Electric and New Energy Championship FIA | 2019 Championnat du Monde Electric and New Energy Championship FIA | 2019 Championnat du Monde Electric and New Energy Championship FIA |
| Rallye                                                             | Pilote                                                             | Voiture                                                            | Position                                                           |
| ------------------------------------------------------------------ | ------------------------------------------------------------------ | ------------------------------------------------------------------ | ------------------------------------------------------------------ |
| Athènes Grèce                                                      | Didier Malga                                                       | Tesla Model 3                                                      | 3e                                                                 |
| Chablais Suisse                                                    | Didier Malga                                                       | Tesla Model 3                                                      | 4e                                                                 |
| Portugal Oeiras                                                    | Didier Malga                                                       | Tesla Model 3                                                      | 8e                                                                 |
| Canada Quebec                                                      | Didier Malga                                                       | Chevrolet Bolt                                                     | 2e                                                                 |
| Islande                                                            | Didier Malga                                                       | Renault Zoe                                                        | 2e                                                                 |
| Pologne Cracovie                                                   | Didier Malga                                                       | Tesla Model 3                                                      | 4e                                                                 |
| Slovenie                                                           | Didier Malga                                                       | Tesla Model 3                                                      | 2e                                                                 |
| Espagne Bilbao                                                     | Didier Malga                                                       | Tesla Model 3                                                      | 8e                                                                 |
| Monte Carlo                                                        | Didier Malga                                                       | DS3 e-Tense Crossback                                              | 4e/ vainqueure par équipe                                          |
| Espagne Valence                                                    | Didier Malga                                                       | Tesla Model 3                                                      | 3e                                                                 |
| Classement Général                                                 |                                                                    |                                                                    | 4e / Vice Championne catégorie Energie                             |

| 2020 Championnat du Monde Electric and New Energy Championship FIA | 2020 Championnat du Monde Electric and New Energy Championship FIA | 2020 Championnat du Monde Electric and New Energy Championship FIA | 2020 Championnat du Monde Electric and New Energy Championship FIA |
| Rallye                                                             | Pilote                                                             | Voiture                                                            | Position                                                           |
| ------------------------------------------------------------------ | ------------------------------------------------------------------ | ------------------------------------------------------------------ | ------------------------------------------------------------------ |
| Islande                                                            | Didier Malga                                                       | Renault Zoe                                                        | 3e classement sportif / 5e général                                 |
| Portugal Oeiras                                                    | Didier Malga                                                       | Tesla Model 3                                                      | 1er classement sportif / 15e général                               |
| Espagne Valence                                                    | Didier Malga                                                       |                                                                    |                                                                    |
| Classement Général                                                 |                                                                    |                                                                    |                                                                    |